# Разделка рыбы

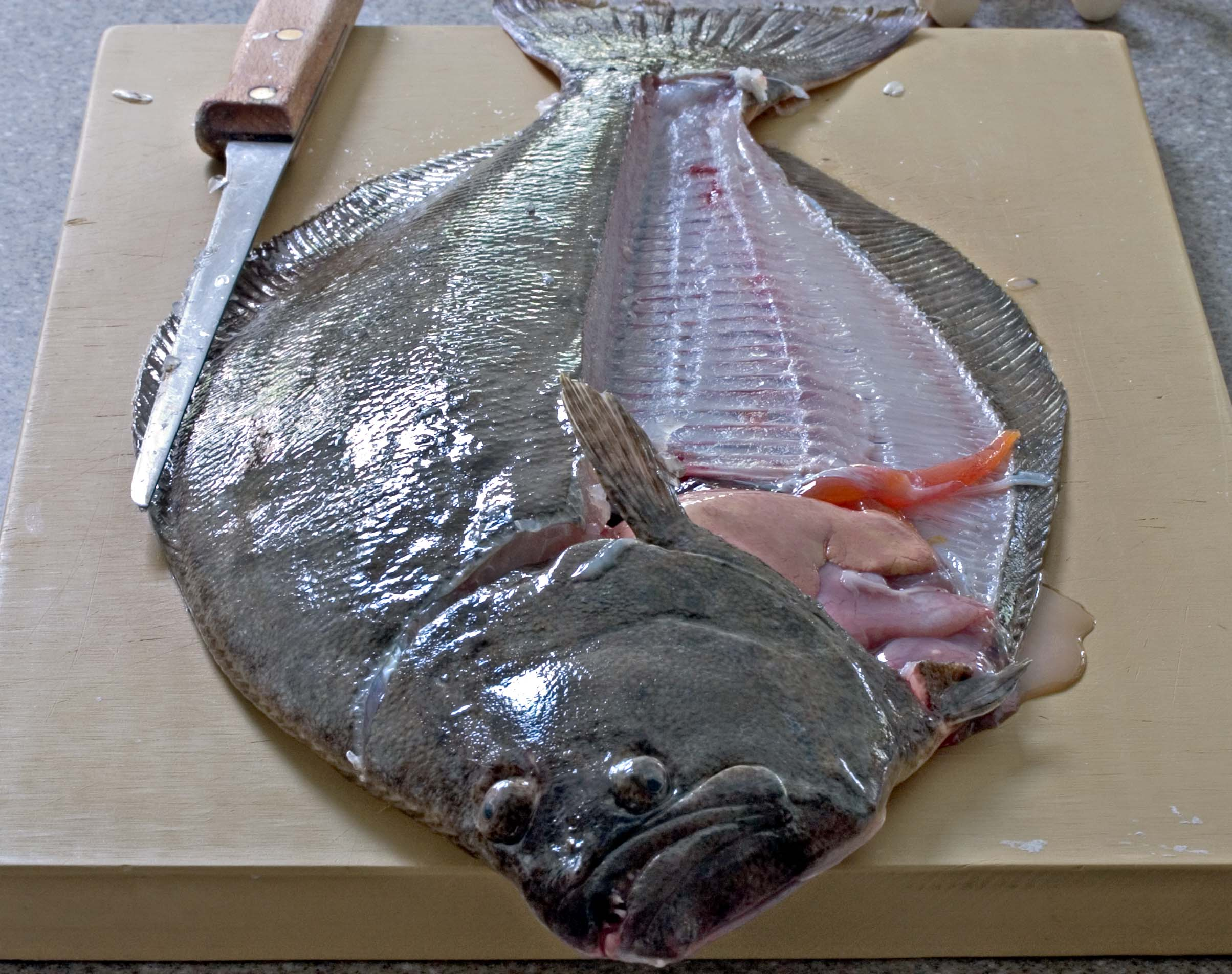
Камбала на разделке

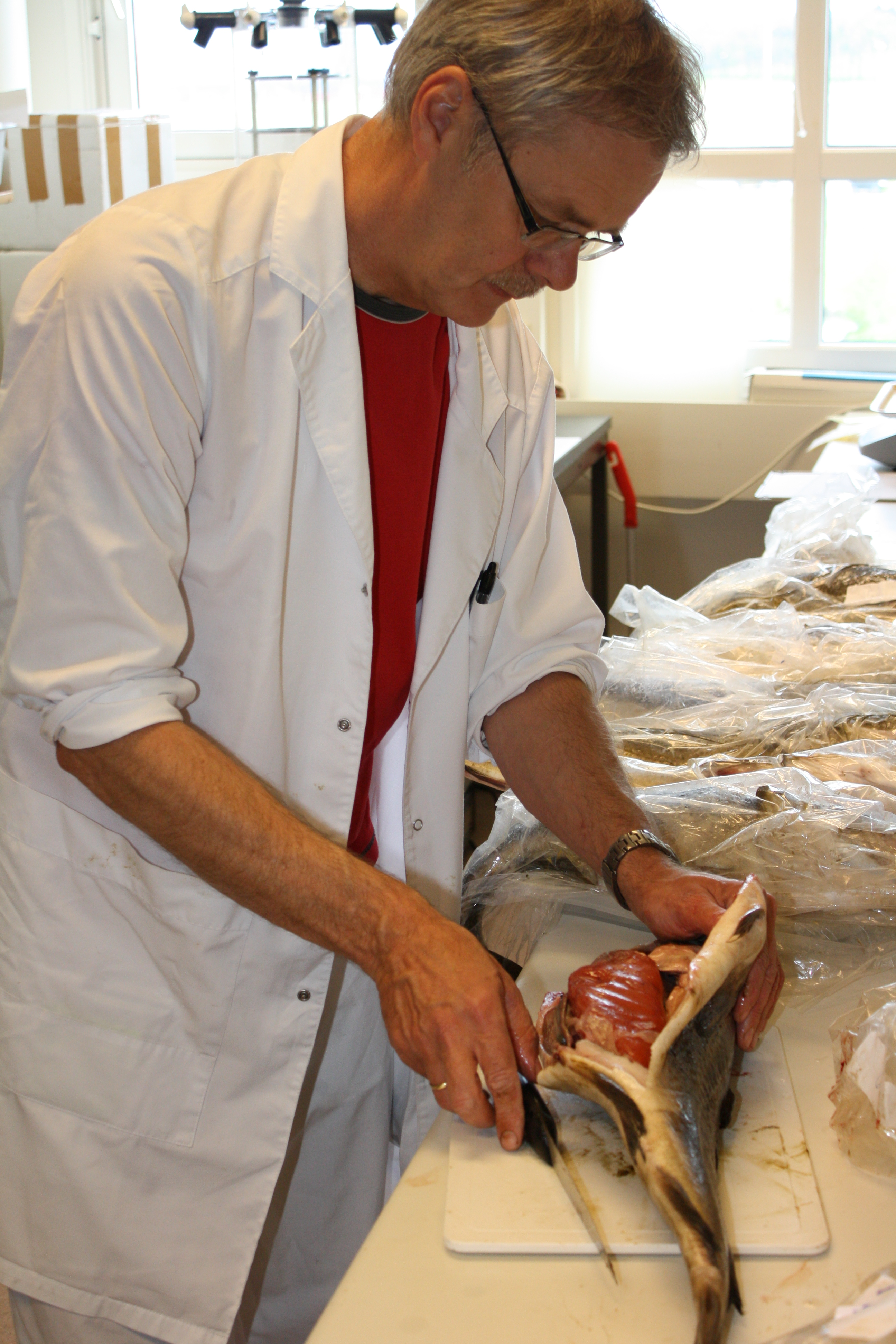
Потрошение рыбы

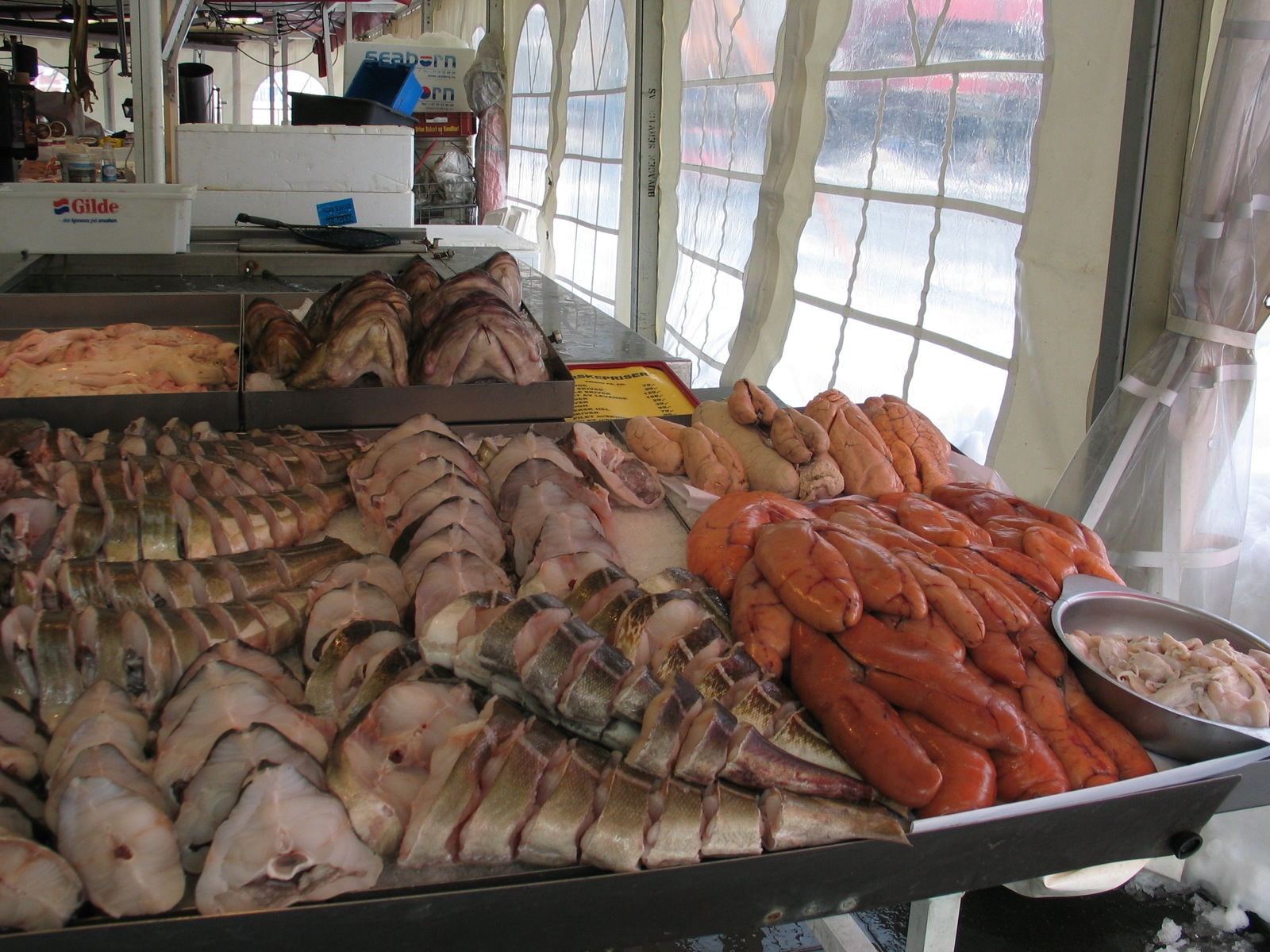
Разделанная на кусок рыба рядом с икрой на прилавке рыбного рынка в Бергене

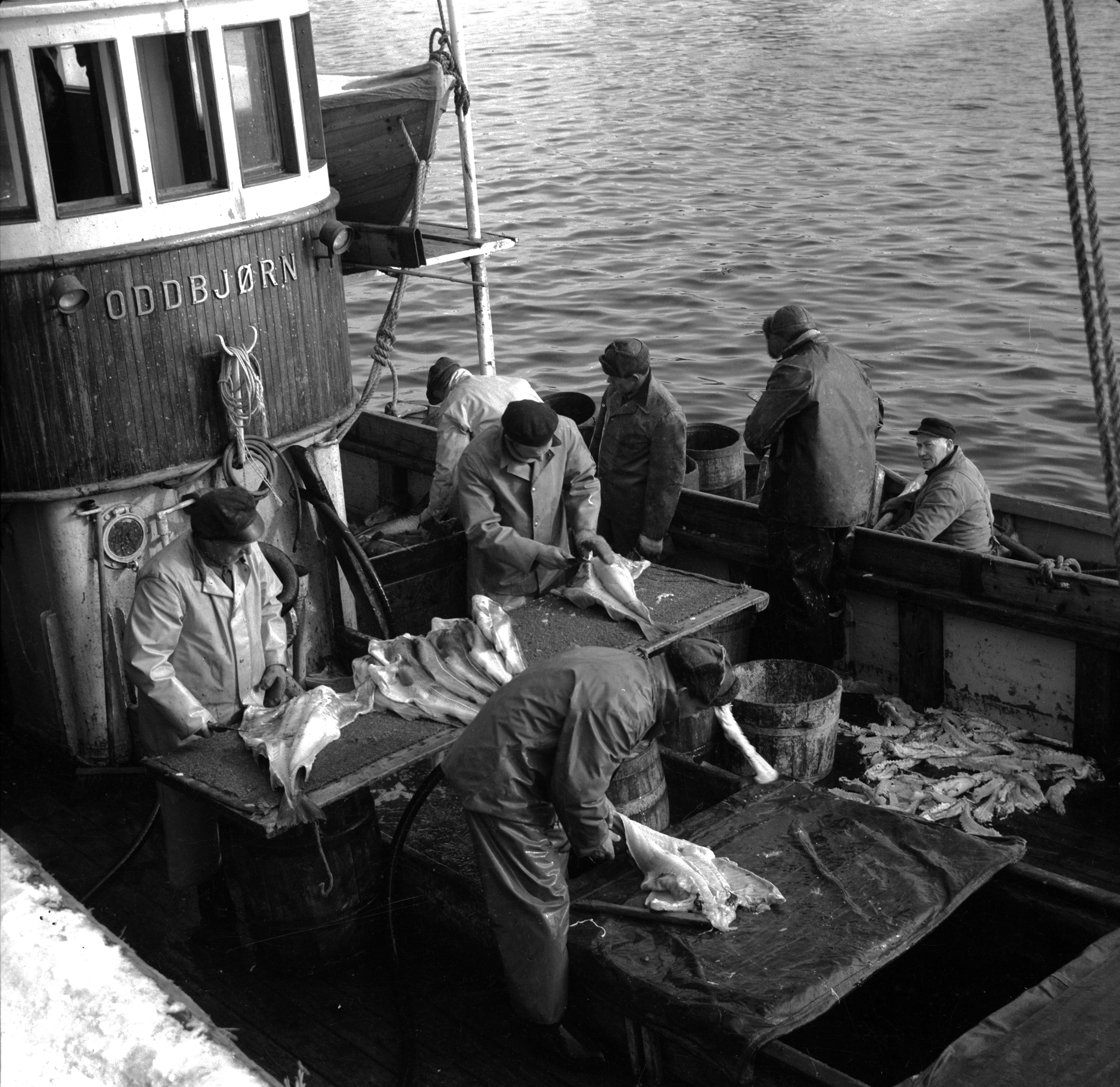
Норвежские рыбаки распластывают улов на месте

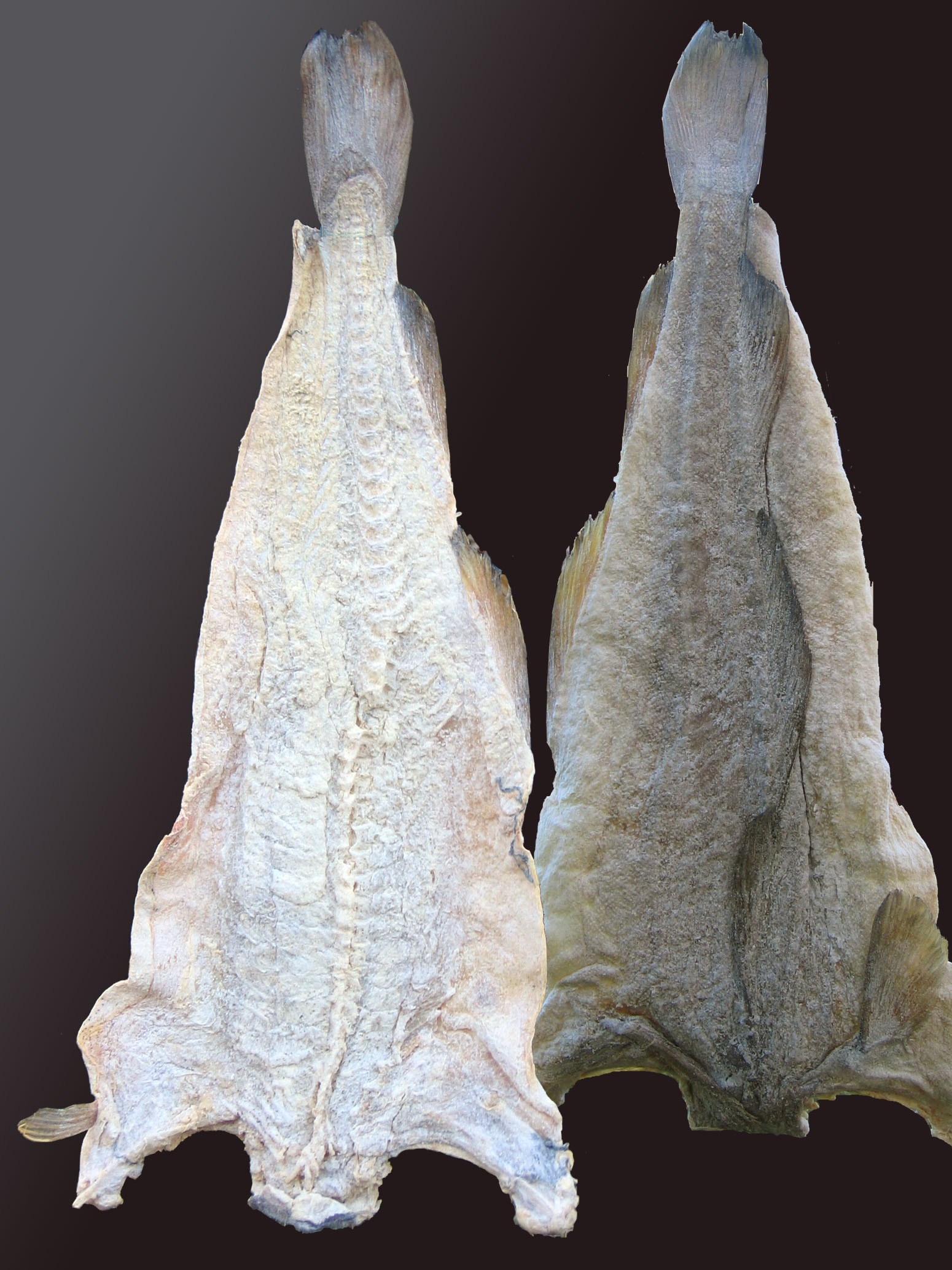
Клипфискный пласт

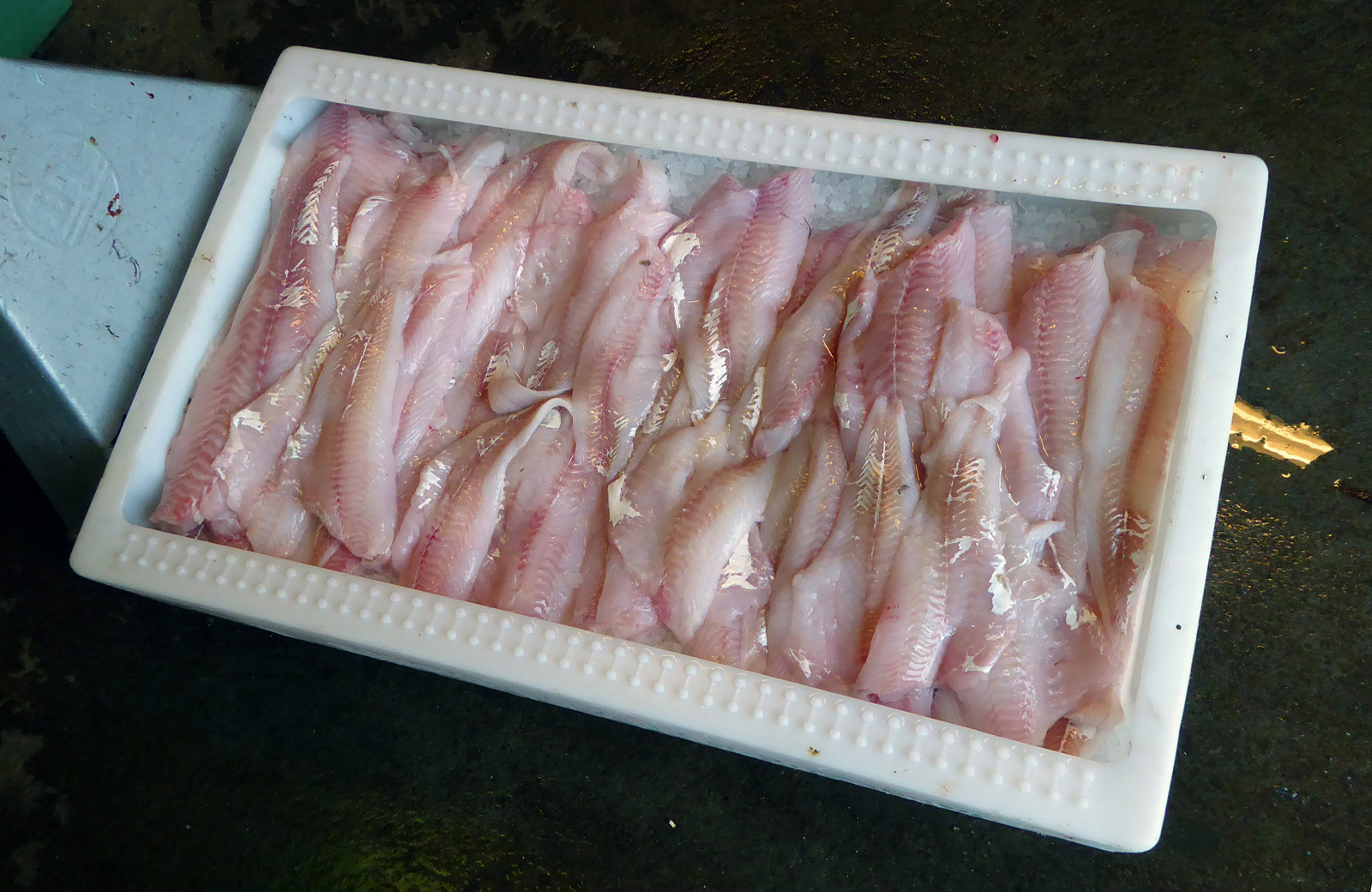
Филе трески

Разделка рыбы — технологическая операция в производстве рыбопродукции, заключающаяся в механическом разделении рыбы на части без изменения физико-химического состава рыбного сырья. Разделка свежей рыбы производится как на промысловых судах на месте промысла, так и береговых рыбообрабатывающих предприятиях. При разделке производится отделение съедобных частей рыбы от несъедобных, извлечение из рыбы наиболее ценных её частей (мышечная ткань, икра, молоки, печень), а также удаление скоропортящихся фрагментов (жабры, желудок, кишечник).
Основным процессом при разделке рыбы выступает резание, осуществляемое ручным или механизированным способом. В разделке рыбы выделяют отдельные этапы: отрезание головы, вскрытие брюшной полости, удаление внутренностей, вырезание позвоночной и рёберных костей. Разделка рыбы вручную производится ножами различной конструкции: клипфискный, головоруб, лещик, камбалка, шкерочный, амурский. При разделке применяются устройства и машины для очистки чешуи, плавникорезки, шкуросъёмные машины и машины для обезглавливания и филетирования. Выбор способа и вида разделки рыбы зависит от её вида, размерно-массовых характеристик, анатомического строения и физиологического состояния. Разделка обеспечивает рациональное использование рыбного сырья, придание формы, необходимой для выпуска продукции определённого вида и интенсификацию технологических процессов при последующей переработке сырья.

## Способы разделки рыбы
Существуют три способа разделки рыбы:
- ручная разделка (проводится вручную);
- машинная разделка (проводится механизированным способом на разделочных машинах и автоматах). Резание производится неподвижными или вращающимися ножами. Рыборазделочные машины бывают конвейерного, карусельного и барабанного типов, с поперечным или продольным ориентированием рыбы на подающем транспортёре. Основная трудность в применении машинной разделки обусловлена необходимостью предварительной сортировки рыбы по размерам и ориентировки её в определённом положении перед подачей в разделочный механизм.
- совмещённая разделка (проводится совмещение механизированного и ручного способа на отдельных этапах).

## Виды разделки рыбы
В зависимости от способов переработки рыбы используются следующие виды разделки:
- жабрование (обезжабривание) — удаление жабр или жабр и части внутренностей.
- зябрение — удаление грудных плавников вместе с прилегающей частью брюшка, калтычком и частью внутренностей.
- полупотрошение — удаление желудка с частью кишечника через поперечный разрез у грудных плавников.
- обезглавливание — удаление головы с пучком внутренностей.
- потрошение с оставлением головы (разделка на колодку) — удаление внутренностей, икры или молок через разрез по брюшку.
- потрошение способом сёмужной резки (разделка «на два кармана») — удаление жабр, внутренностей, икры или молок через два продольных разреза: от анального отверстия до брюшных плавников и от брюшных плавников до калтычка.
- обезглавливание и потрошение — потрошение с удалением головы.
- палтусная разделка — удаление головы, плечевых костей, мяса с глазной стороны тела ровным срезом до позвоночника, внутренностей и плавников, кроме хвостового.
- разделка на полупотрошёную тушку — обезглавливание и удаление хвостового плавника с прихвостовой частью.
- разделка на тушку — обезглавливание или обезглавливание с потрошением и удаление хвостового плавника.
- разделка на тушку спецразделки — удаление у тушки рыбы плавников, плечевых костей, чешуи и чёрной плёнки.
- разделка на кусок — нарезка тушки рыбы поперёк.
- разделка на пласт с головой — разрезание рыбы по спинке вдоль позвоночника от верхней губы до хвостового плавника с удалением внутренностей, икры или молок.
- разделка на пласт без головы — обезглавливание и разрезание по спинке вдоль позвоночника от верхней губы до хвостового плавника с удалением грудных плавников, внутренностей, икры или молок. Плечевые кости могут быть удалены или оставлены на пласте рыбы.
- разделка на пласт клипфискный — разрезание рыбы по брюшку от головы до конца хвостового стебля с удалением головы, внутренностей и части позвоночника.
- разделка на полупласт — разрезание рыбы по спинке вдоль позвоночника от правого глаза до хвостового плавника с удалением внутренностей, икры или молок.
- разделка на спинку и тёшу — отделение от обезглавленной и потрошёной рыбы брюшной части (тёши) срезом от приголовка до анального плавника.
- разделка на спинку — обезглавливание и удаление брюшной части и внутренностей. Голова может быть оставлена.
- разделка на боковник — обезглавливание и потрошение рыбы с разрезанием по длине вдоль позвоночника на две продольные половины и удалением плавников, хвостовой части, брюшной части, позвоночника, плечевых и рёберных костей.
- разделка на филе — срезание с тушки рыбы продольных половин параллельно позвоночнику. Филе-кусок и филе-ломтик — часть филе, нарезанное поперёк.

Виды разделки рыбы описаны в ГОСТ Р 50380-2005 «Рыба, нерыбные объекты и продукция из них. Термины и определения. Технические условия», ГОСТ 814-96 «Рыба охлаждённая. Технические условия», ГОСТ 32366-2013 «Рыба мороженая. Технические условия», ГОСТ 20057-96 «Рыба океанического промысла мороженая. Технические условия», ГОСТ 17660-97 «Рыба специальной разделки мороженая. Технические условия», ГОСТ 32910-2014 «Сельдь мороженая. Технические условия» и технологических инструкциях по производству рыбной продукции.